# 행 S. 응고르
항 솜낭 응오(Haing S. Ngor, 1940년 3월 22일 ~ 1996년 2월 25일)는 캄보디아 출신 미국의 배우 및 의사이다. 하카계 중국인 아버지와 크메르인 어머니 사이에서 태어났다.

## 약력
응고르는 캄보디아에서 산부인과 의사 또한 군의관으로 일하고 있었다. 그러나 1975년에 크메르 루즈에 잡혀 4년여동안 강제 노동과 고문을 당했다. 처형을 피하기 위해, 의사인 것을 숨겨야했다. 또한 그 사이에, 아내와 아이를 조산으로 잃었다. 하지만, 처형되었을 가능성도 높게 보고 있다. 1979년 태국으로 탈출, 1980년에 난민으로 미국에 이주한다. 이후 캄보디아 내전에 관한 영화를 제작중인 캐스팅 디렉터에게 발탁되어 1984년에 킬링필드에 출연하였다. 캄보디아인의 통역 겸 가이드 디스 프랜을 맡아 지금까지 연기 경험이 없었음에도 불구하고 아카데미 남우조연상과 골든 글로브 남우조연상을 수상했다. 이후에도 영화에 출연하고, 인권 활동 등에 종사하고 있었지만, 1996년 로스앤젤레스의 자택 근처에서 갱스터에 의해 살해되어 55년 11개월여의 생애를 마감했다.

## 영화
- 킬링필드 (영화)
- 트라이앵글 (1989년 영화)
- 마이 라이프 (영화)

## 텔레비전
- 마이애미의 두 형사
- 천사 조나단